# Digitaria swalleniana
Digitaria swalleniana är en gräsart som beskrevs av Johannes Jan Theodoor Henrard. Digitaria swalleniana ingår i släktet fingerhirser, och familjen gräs. Inga underarter finns listade i Catalogue of Life.